# Roger Williams
Roger Williams (ur. w 1603, zm. 1 kwietnia 1683) – angielski duchowny protestancki, pionier baptyzmu w Ameryce Północnej, założyciel północnoamerykańskiej kolonii Rhode Island (obecnie stan USA), gdzie po raz pierwszy w nowożytności wprowadzono pełny rozdział Kościoła od państwa. Stał się czołowym klasykiem tradycji neutralności światopoglądowej państwa i liberalizmu politycznego w USA. Uważany jest za jednego z intelektualnych ojców republikanizmu północnoamerykańskiego.

## Wczesne życie
Roger Williams urodził się w Londynie, w Anglii. W wieku trzynastu lat został purytaninem, wbrew poglądom ojca. Jego ojciec, James Williams (1562–1620), był kupcem z Smithfield a matką, Alice Pemberton (1564–1634)
Pod patronatem Sir Edwarda Coke'a (1552–1634), znanego prawnika, Williams wykształcił się w Charterhouse a następnie w Pembroke College przy Uniwersytecie Cambridge w 1627 roku. Później jeszcze przez dwa lata studiował teologię. Dzięki talentowi językowemu opanował łacinę, grekę, język holenderski i francuski. Po ukończeniu studiów został kapelanem Williama Mashama. Udzielał lekcji łaciny Johnowi Miltonowi w zamian za naukę języka hebrajskiego.
Po ukończeniu Cambridge, Williams został kapelanem w bogatej rodzinie. 15 grudnia 1629 roku poślubił Mary Barnard (1609–1676) w kościele w wiosce High Laver, Essex. Miał sześcioro dzieci, które urodziły się w Ameryce.
Przed 1630 rokiem Roger Williams popadł w spór z arcybiskupem Williamem Laude. Po odrzuceniu proponowanego stanowiska na uniwersytecie przez establishment Kościoła Angielskiego, wyjechał do Ameryki. W 1631 przybył do Massachusetts.

## Życie w Ameryce
W 1630 Roger Williams wraz z rodziną przybył do Bostonu. 5 lutego 1631 został proboszczem. Począł głosić poglądy, iż sędzia świecki nie może osądzać w sprawach łamania dziesięciu przykazań a każdy człowiek ma prawo do własnego osądu w sprawach religijnych. Oznaczało to rozdzielenie świeckiej władzy sądowniczej od kościelnej. Twierdził ponadto, że wszyscy ludzie powinni mieć prawo do własnego zdania w sprawach religijnych, czyli wolności religijnej. Teza ta była fundamentem pierwszej poprawki do Konstytucji Stanów Zjednoczonych (First Amendment to the United States Constitution). Williams został zaproszony jako nauczyciel do purytańskiego hrabstwa Plymouth do miasta Salem, gdzie mieszkał przez dwa lata. Zaskoczony panującą tam nietolerancją i wrogością względem rdzennych mieszkańców wzywał do tolerancji dla innowierców. Z tego powodu starszyzna kolonii nakazała mu wyjazd. Williams przystał wówczas do baptystów, przyjął ponowny chrzest i założył kolonię Rhode Island, w której wszystkim mieszkańcom zagwarantowana była wolność sumienia i wyznania, co w praktyce oznaczało rozdział Kościoła od państwa. W 1639 roku w stolicy Rhode Island, Providence założył amerykański zbór baptystyczny. Pod koniec życia zerwał związki z instytucjonalnym chrześcijaństwem nazywając siebie "poszukiwaczem".

## Twórczość
Williams jest autorem kilku publikacji. Pierwsza powstała w 1643, po powrocie z Anglii, pt. A Key into the Language of America (Londyn 1643). Drugą publikacją była Mr. Cotton's Letter lately Printed, Examined and Answered (Londyn 1644).
Do najbardziej znanych publikacji należy książka The Bloudy Tenent of Persecution, for Cause of Conscience (Londyn 1644), gdzie przedstawił w formie dialogu swoje poglądy na temat wolności słowa i wyznania religijnych każdego człowieka. W tym samym roku ukazała się anonimowa broszura, przypisywana autorstwu Williamsa Queries of Highest Consideration Proposed to Mr. Tho. Goodwin, Mr. Phillip Nye, Mr. Wil. Bridges, Mr. Jer. Burroughs, Mr. Sidr. Simpson, all Independents, etc. Wymieniani w tytule "niezależni" dotyczyło członków Towarzystwa Westminsterskiego. Broszura dotykała spraw tolerancji w podobny sposób w jaki ujmował to Williams. W 1652 roku, podczas swojej drugiej wizyty w Anglii, Williams opublikował The Bloudy Tenent yet more Bloudy: by Mr. Cotton's Endeavor to wash it white in the Bloud of the Lamb; of whose precious Bloud, spilt in the Bloud of his Servants; and of the Bloud of Millions spilt in former and later Wars for Conscience sake, that most Bloudy Tenent of Persecution for cause of Conscience, upon, a second Tryal is found more apparently and more notoriously guilty, etc. (London, 1652).
Innymi jego publikacjami są:
- The Hireling Ministry None of Christ's (London, 1652)
- Experiments of Spiritual Life and Health, and their Preservatives (London, 1652; przedruk w 1863 w Providence)
- George Fox Digged out of his Burrowes (Boston, 1676).